# Kniha Lehi
Kniha Lehi je podle tradičního podání ztraceným spisem původní Knihy Mormonovy. 
Lehi byl podle legendického podání otec Nefiův, podle poznámek ke Knize Mormonově syn Helamanův. Lehi kolem roku 600 př. Kr. uprchl na Boží příkaz z Jeruzaléma a na lodi se dostal do „nové země“ na západní polokouli. 

## Historie spisu
Podle mormonské tradice Joseph Smith překládal záznam, který Mormon zkrátil z desek Lehiových. Když Joseph Smith přeložil 116 stran v rukopisu, předal jej svému spolupracovníku Martinu Harrisovi a tento záznam se pak ztratil. Joseph Smith pak znovu sepsal a zveřejnil zkrácený záznam.